# Харбутт, Уильям
Уильям Харбутт (англ. William Harbutt; 13 февраля 1844, Норт Шилдс, Тайн-энд-Уир, Нортамберленд, Англия — 1 июня 1921, Нью-Йорк, США) — британский художник и изобретатель пластилина.

## Биография
Родился седьмым из восьми детей мастера гальванических работ на верфи. После окончания Королевского колледжа искусств в Лондоне, которой руководил Ричард Бурчетт, был оставлен там же, работал учителем рисования.
В 1874 году был назначен директором школы искусств и дизайна в Бате, в 1877 году вместе со своей талантливой женой художницей открыл свою собственную художественную школу.
Студенты школы занимались лепкой, используя глину. Глина — материал тяжелый для учащихся, липнущий к рукам и быстро высыхающий. 
Поэтому, Харбутт в 1890-х годах (1895 или 1897) придумал невысыхающую глину для лепки и назвал её пластицином. Новый материал не высыхал так быстро как глина, был нетоксичным и чрезвычайно податливым, хотя его точный состав до сих пор хранится в тайне.
В 1899 году У. Харбутт получил патент на своё изобретение, коммерческое производство началось в Батэмптоне в 1900 году.
Первоначально серого цвета, по мере того, как популярность пластицина среди детских игрушек росла, он расширил диапазон цветов. 
Пластилин У. Харбутта выпускался в Батамптоне до 1983 года.

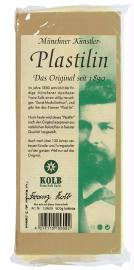
пластилин Франца Колба

Немцы утверждают, что пластилин (и само это слово тоже) придумал немецкий фармацевт Франц Колб в 1880 году и защитил своё изобретение патентом. Промышленное производство пластилина начали в Германии в 1900 году.
У. Харберт много путешествовал, чтобы внедрить своё изобретение в других странах. Умер от пневмонии во время поездки в Нью-Йорк в 1921 году.
Как художник экспонировал свои работы в Королевской академии изящных искусств и на Всемирной Колумбовой выставке 1893 года в Чикаго, автор портретов, в том числе, королевы Великобритании Виктории и её мужа Альберта, выполненные по заказу самой королевы.